# Drama (album)
Drama este al zecelea album de studio al formației britanice de rock progresiv Yes, lansat în august 1980. A fost primul album Yes fără solistul vocal Jon Anderson care a părăsit formația la începutul anului 1980 împreună cu claviaturistul Rick Wakeman din cauza neînțelegerilor creative și financiare. De asemenea, a fost ultimul album de studio al formației lansat prin Atlantic Records.
A fost singurul album fără Anderson și cu claviaturistul Geoff Downes înainte de Fly from Here din 2011. A fost de asemenea ultimul album al formației înainte de destrămarea din 1981. S-a clasat pe locul 2 în Regatul Unit și pe locul 18 în Statele Unite.

## Istoric
După albumul Tormato formația s-a întâlnit în Paris pentru a lucra la un nou album. Anderson și Wakeman erau cei mai entuziaști cu privire la înregistrarea unui nou album de studio în vreme ce restul membrilor nu erau încântați de această idee, dezamăgiți de succesul slab înregistrat de albumul precedent. Acest lucru i-a descurajat atât pe Anderson cât și pe Wakeman care au părăsit formația la scurt timp după aceea.
Membrii rămași (Chris Squire, Steve Howe și Alan White) au ales să continue. Duo-ul The Buggles alcătuit din Geoff Downes și Trevor Horn au înregistrat un succes la nivel internațional cu melodia "Video Killed the Radio Star", aveau același manager ca și Yes (Brian Lane) și foloseau același studio de înregistrări. Chris Squire deținea albumul de debut The Buggles, The Age of Plastic, și era foarte încântat de el. Downes și Horn au fost invitați la repetiții și la scurt timp după aceea li s-a cerut să se alăture formației.
Înregistrat în primăvară și lansat în august Drama avea o înclinare mai mult spre hard rock cu o doză de New Wave. Roger Dean a realizat prima sa copertă pentru Yes după șase ani iar Eddy Offord, care a produs albumele Yes între 1971 și 1974, a fost invitat să asiste la proiect.
Toate melodiile le sunt acreditate lui Downes/Horn/Howe/Squire/White. Totuși, "Into the Lens" și "White Car" sunt compoziții The Buggles; o versiune alternativă a melodiei "Into the Lens" a apărut pe al doilea album The Buggles, Adventures in Modern Recording, sub numele de "I Am a Camera". "Machine Messiah" a fost o altă compoziție The Buggles la care au contribuit Squire, Howe și White.
Alte două melodii, "Fly from Here" și "Go Through This" au fost înregistrate ca demo dar nu au fost incluse pe album, deși formația le-a interpretat în turneu. "Fly from Here" a fost înregistrată pentru albumul cu același nume din 2011 unde a fost dezvoltată într-o suită de 24 de minute.

## Receptare
Albumul a înregistrat un succes în Regatul Unit unde s-a clasat pe locul 2 și a obținut Discul de Argint dar în Statele Unite a devenit primul album Yes de după The Yes Album (1971) care să nu intre în Top 10 sau să obțină Discul de Aur, ocupând doar locul 18. Totuși, turneul de promovare al albumului a înregistrat un succes important în Statele Unite dar nu și în Regatul Unit unde fanii erau nemulțumiți de înlocuirea lui Anderson cu Horn și de prestația sa în interpretarea melodiilor clasice Yes. Horn a părăsit formația după turneu iar Yes s-a destrămat oficial în 1981, deși s-a refăcut doi ani mai târziu abordând o direcție pop-rock. Howe și Downes au înființat Asia iar Trevor Horn a a început o carieră de succes ca producător muzical.
După ce Anderson a revenit în formație Yes nu a interpretat nicio melodie de pe Drama deoarece Anderson refuza să le interpreteze. După ce Yes a ales să continue fără Anderson în 2008 au interpretat în concerte melodiile "Machine Messiah" și "Tempus Fugit" împreună cu noul solist vocal, Benoît David.

## Lista de melodii
Toate melodiile sunt compuse de Geoff Downes/Trevor Horn/Chris Squire/Steve Howe/Alan White
Fața A
1. "Machine Messiah" - 10:27
2. "White Car" - 1:21
3. "Does It Really Happen?" - 6:35

Fața B
1. "Into the Lens" - 8:33
2. "Run Through the Light" - 4:43
3. "Tempus Fugit" - 5:15

Versiunea remasterizată și expandată din 2004
1. "Into the Lens (Single Version)" - 3:47
2. "Run Through the Light (Single Version)" - 4:31
3. "Have We Really Got to Go Through This" - 3:43
4. "Song No. 4 (Satellite)" - 7:31
5. "Tempus Fugit (sesiuni de înregistrări)" - 5:39
6. "White Car" (sesiuni de înregistrări)" - 1:11
7. "Dancing Through the Light" (Anderson/Wakeman/Squire/Howe/White) - 3:16
8. "Golden Age" (Anderson/Wakeman/Squire/Howe/White) - 5:57
9. "In the Tower" (Anderson/Wakeman/Squire/Howe/White) - 2:54
10. "Friend of a Friend" (Anderson/Wakeman/Squire/Howe/White) - 3:38

## Componență
- Trevor Horn - solist vocal, chitară bas în melodia "Run Through the Light"
- Steve Howe - chitară, vocal
- Chris Squire - chitară bas, vocal, pian în melodia "Run Through the Light"
- Geoff Downes - claviaturi, vocal
- Alan White - tobe, vocal
- Jon Anderson - solist vocal la "Sesiunile din Paris"
- Rick Wakeman - claviaturi la "Sesiunile din Paris"